# NGC 1820
NGC 1820 est un amas ouvert situé dans la constellation de la Dorade. Cet amas est situé dans le Grand Nuage de Magellan. Il a été découvert par l'astronome britannique John Herschel en 1837. Les frontières de cet amas sont plutôt floues et il est difficile de mesurer son envergure.